# Călinești-Oaș
Călinești-Oaș – wieś w Rumunii, w okręgu Satu Mare, w gminie Călinești-Oaș. W 2011 roku liczyła 2622 mieszkańców. 